# BMW・X4
X4（エックスフォー）は、ドイツの自動車メーカー・BMWが製造・販売しているSUVである。

## 概要
BMWは、SUVの新ジャンルとしてSAV（スポーツアクティビティビークル）のX5を発表したのを皮切りに、X3、X1を発表し、SAVのラインナップを拡充してきた。2008年クーペ版のSUV、スポーツアクティビティクーペ（SAC）、X6を登場させた。そして2014年に新たなSACであるX4を発表した。

## コンセプトX4

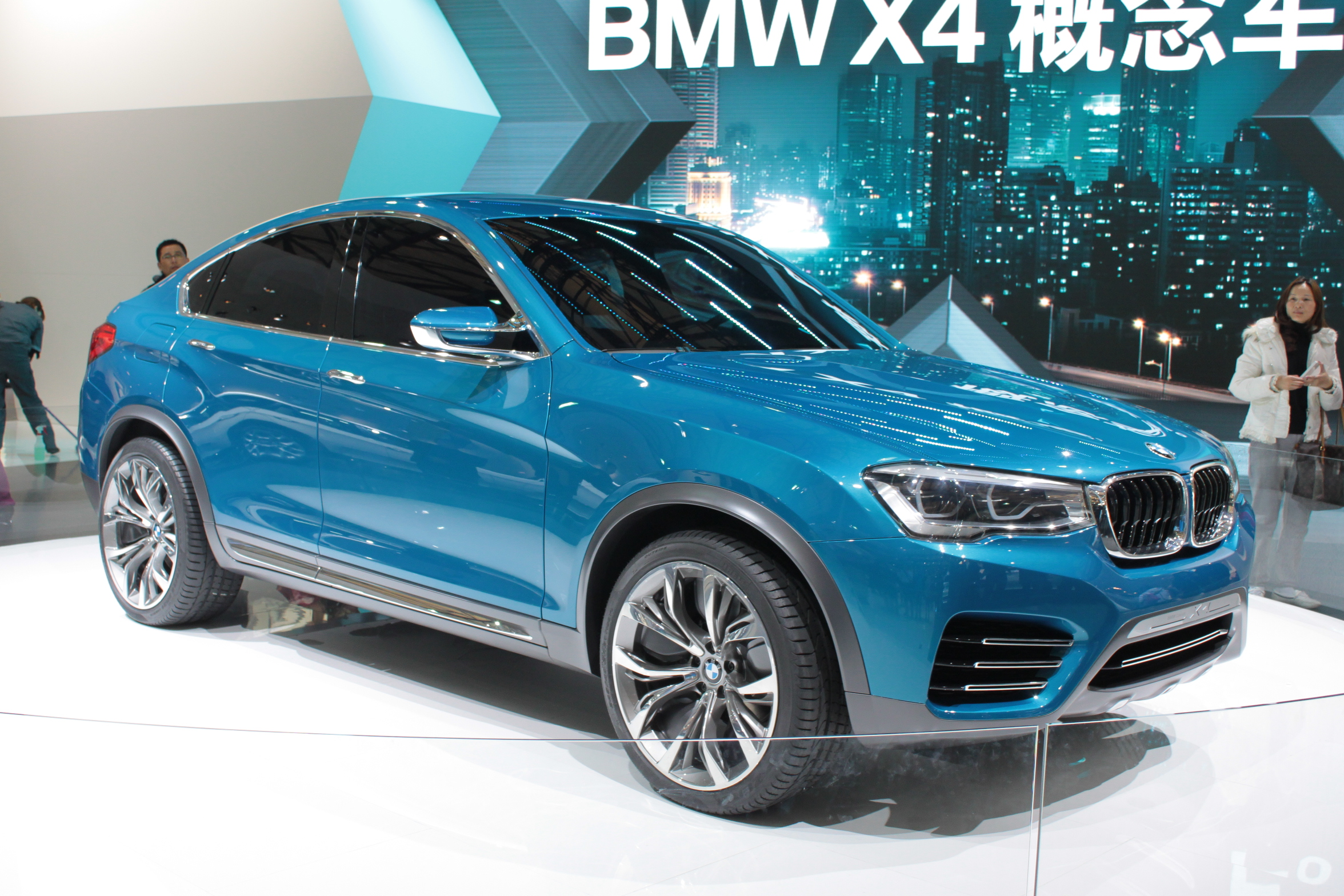
コンセプトX4

2013年の上海モーターショーで発表された。

## 初代（2014年-2018年 ）F26
X4はX3をベースとし、X6同様にルーフからリアエンドにかけてなだらかに下るラインが特徴的で、4671mm×1881mm×1624mmと、X3より全長は14mm長く、全高は36mm低く、全幅は共通となっている。
2014年4月、ニューヨーク国際オートショーで発表された。欧州仕様車にはxDrive20i, xDrive28i, xDrive35i, xDrive20d, xDrive30d, xDrive35dの6モデルが用意され、全車4WDとなる。
2016年1月のデトロイトモーターショーにて「M Performance」モデルである「M40i」を披露した。360ps/465Nmを発生する新開発の3.0L直列6気筒エンジンを搭載し、0-100km加速は4.9秒としている。

### 日本での販売
2014年8月21日に日本市場向けに発表、予約注文が開始された。2.0L直列4気筒エンジンを搭載する「xDrive28i」と、3.0L直列6気筒エンジンを搭載する「xDrive35i」 が導入された。右ハンドル車のみが用意される。
2016年1月14日、日本において「M40i」の販売を開始した。左ハンドル仕様のみの設定となっている。
| グレード  | 型式    | 排気量（cc） | エンジン            | 最高出力(ps/rpm) | 最大トルク(kgm/rpm) | 変速機 | 駆動方式 |
| --------- | ------- | ------------ | ------------------- | ---------------- | ------------------- | ------ | -------- |
| xDrive28i | N20B20A | 1,997        | 直列4気筒DOHCターボ | 245/5,000        | 35.7/1,250-4,800    | 8速AT  | 四輪駆動 |
| xDrive35i | N55B30A | 2,979        | 直列6気筒DOHCターボ | 306/5,800        | 40.8/1,200-5,000    | 8速AT  | 四輪駆動 |
| M40i      | N55B30A | 2,979        | 直列6気筒DOHCターボ | 360/5,800        | 47.4/1,350-5,250    | 8速AT  | 四輪駆動 |

## 2代目（2018年- ）G02

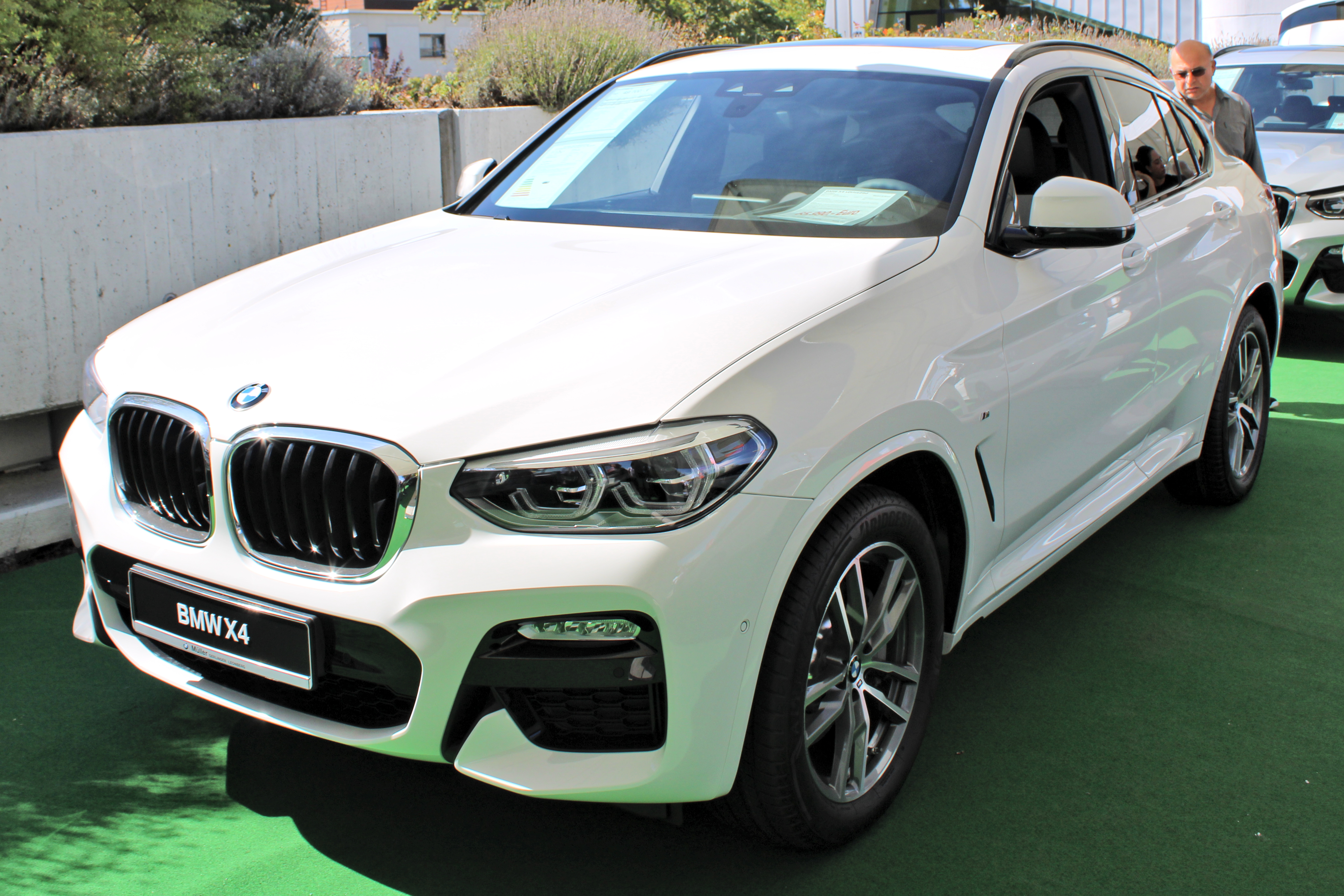
X4（G02）

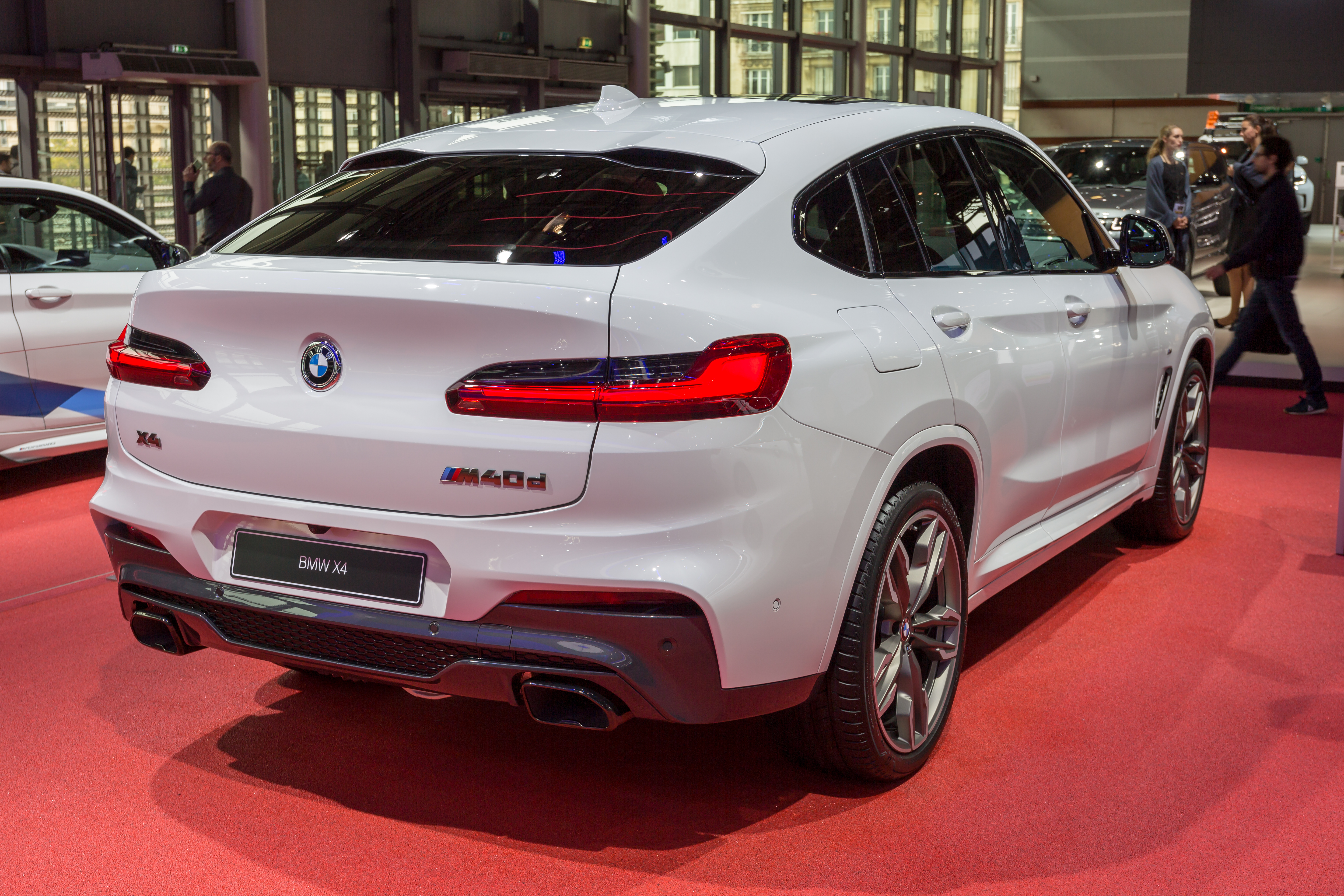
X4（G02）

2018年4月、ニューヨーク国際オートショーにて正式発表された。初代の登場から4年程度と近年のBMW車の中では異例となる短期間でのフルモデルチェンジとなった。

### 日本での販売
2018年9月6日、日本市場向けに発表された。日本市場には「X4 xDrive30i」「X4 xDrive30i Mスポーツ」「X4 M40i」の3モデルが導入された。エンジンは「X4 xDrive30i」には最高出力252psの2.0L直4ターボが、「X4 M40i」には最高出力360psの3.0L直6ターボが搭載された。
2019年6月23日、「X4 M」「X4 Mコンペティション」が発表された。エンジンは3.0L直6ツインターボエンジンが搭載され、「X4 M」は最高出力480ps、「X4 M コンペティション」は最高出力510psとなる。
| グレード           | 型式     | 排気量（cc） | エンジン            | 最高出力(ps/rpm) | 最大トルク(Nm/rpm) | 変速機 | 駆動方式 |
| ------------------ | -------- | ------------ | ------------------- | ---------------- | ------------------ | ------ | -------- |
| xDrive30i          | B48B20   | 1,998        | 直列4気筒DOHCターボ | 252/5,200        | 350/1450-4800      | 8速AT  | 四輪駆動 |
| M40i               | B58B30M0 | 2,998        | 直列6気筒DOHCターボ | 360/5500         | 500/1520-4800      | 8速AT  | 四輪駆動 |
| M                  | S58B30T0 | 2,998        | 直列6気筒DOHCターボ | 480/6,250        | 600/2,600–5,950    | 8速AT  | 四輪駆動 |
| M コンペティション | S58B30T0 | 2,998        | 直列6気筒DOHCターボ | 510/6,250        | 600/2,600–5,950    | 8速AT  | 四輪駆動 |